# Liste des chapitres de Hayate the Combat Butler
Cet article est un complément de l’article sur le manga Hayate the Combat Butler. Il contient la liste des volumes du manga.

## Volumes reliés

### Tomes 1 à 10
| no | Japonais          | Japonais          | Français          | Français          |
| no | Date de sortie    | ISBN              | Date de sortie    | ISBN              |
| --- | ----------------- | ----------------- | ----------------- | ----------------- |
| 1 | 18 février 2005   | 4-09-127271-1     | 3 septembre 2010  | 978-2-5050-0958-0 |
| Liste des chapitres : - Chapitre 1 : Le rouge du père Noël est le rouge infernal du sang - Chapitre 2 : En anglais, "destinée" se dit "destiny" - Chapitre 3 : Explication des circonstances et réflexions sur la confection d'un habit de domestique - Chapitre 4 : Nagi Sanzen'in et la chambre des secrets - Chapitre 5 : Tu pourras changer ton apparence, mais ta langue te trahira toujours - Chapitre 6 : Les bons enfants ne font pas n'importe quoi !! Non, les mauvais enfants et les adultes non plus !! - Chapitre 7 : On ne crie pas son amour sur tous les toits : des bêtes féroces règnent en haut de la hiérarchie - Chapitre 8 : Oreilles de chat, la voie des enfers - Chapitre 9 : Dans le langage des fleurs, un jardin couvert de millepertuis en fleur signifie vengeance |                   |                   |                   |                   |
| 2 | 16 juin 2005      | 4-09-127272-X     | 3 septembre 2010  | 978-2-5050-0959-7 |
| Liste des chapitres : - Chapitre 10 : Brûlé et réduit en cendres en pleine nuit, sous la lune - Chapitre 11 : Le mystères des p'tits vieux qui jouent au shôgi sous le Tsûtenkaku - Chapitre 12 : Cours vers notre nouveau soleil ! - Chapitre 13 : La quête de l'avatar - Chapitre 14 : À combien estimes-tu ta vie ? - Chapitre 15 : La façon de perdre une plume d'or - Chapitre 16 : Une gentillesse désintéressée appelle le malheur - Chapitre 17 : Fin tragique et drapeau blanc - Chapitre 18 : Idiot, une infirmière angélique te guérira de ton rhume !! - Chapitre 19 : La nuit des employés - Chapitre 20 : Regarder en arrière, c'est se rappeler le malheur |                   |                   |                   |                   |
| 3 | 8 août 2005       | 4-09-127273-8     | 5 novembre 2010   | 978-2-5050-0991-7 |
| Liste des chapitres : - Chapitre 21 : Un combat de mecs - Chapitre 22 : Les dessous de Tokyo - Chapitre 23 : Le royaume des ambitions - Chapitre 24 : Énervé d'avoir perdu contre des enfants mais pas de regrets - Chapitre 25 : Peter Pan est un désagrément plutôt agréable - Chapitre 26 : Qui a bien pu inventer le son "fssssh" ? C'est génial - Chapitre 27 : Je n'ai jamais souffert du manque de succès... - Chapitre 28 : Je voulais voir ce que donnerait le défi du supershuffle - Chapitre 29 : Pendant que la princesse n'est pas là - Chapitre 30 : Vibre mon cœur - Chapitre 31 : Puisses-tu entendre ma voix |                   |                   |                   |                   |
| 4 | 18 novembre 2005  | 4-09-127274-6     | 7 janvier 2011    | 978-2-50501-031-9 |
| Liste des chapitres : - Chapitre 32 : Hayate the Combat Butler - Chapitre 33 : Dans un dessin animé, le générique aurait changé ! - Chapitre 34 : Si le prof te disait de mourir, tu le ferais ?! - Chapitre 35 : Les idiots, la fumée et les chats ne veulent pas forcément se retrouver en haut - Chapitre 36 : La force qui ne révolutionnera pas le monde - Chapitre 37 : Autrefois, on nous a enseigné qu'être détective de l'espace n'était pas fait pour la jeunesse - Chapitre 38 : Qui contrôle l'été contrôlé certainement les examens - Chapitre 39 : Funny Bunny - Chapitre 40 : Les meilleurs aiment le curry - Chapitre 41 : Samouraï, bushido, Van Damme en action - Hors-série : Des rêveurs invétérés |                   |                   |                   |                   |
| 5 | 14 janvier 2006   | 4-09-120030-3     | 18 mars 2011      | 978-2-5050-1068-5 |
| Liste des chapitres : - Chapitre 42 : La défaite n'est qu'un état d'esprit - Chapitre 43 : Je n'oublierai jamais la voix du doubleur dans "Art of Fighting" - Chapitre 44 : Le casseur de vitres arrêté la nuit à l'école - Chapitre 45 : "Eloim Essaim". Allez, répète cette formule !! - Chapitre 46 : M'sieur le bœuf, m'sieur le bœuf ! Qu'y a-t-il petite grenouille ? - Chapitre 47 : J'aime les livres, mais leurs pages sont inutilisables - Chapitre 48 : Chante ! Le palais impérial du dragon - Chapitre 49 : Les tracas de Saki - Chapitre 50 : Vagues de violence - Chapitre 51 : Titanic, épisode 4 : par vengeance - Chapitre 52 : L'hiver de Nagi Andalousia |                   |                   |                   |                   |
| 6 | 17 mars 2006      | 4-09-120128-8     | 6 mai 2011        | 978-2-5050-1092-0 |
| Liste des chapitres : - Chapitre 53 : Bon courage pour ton entraînement spécial, Nagi - Chapitre 54 : Victoire ou défaite, tout dépend du coureur - Chapitre 55 : Cours, ma jolie... fuiiiiiiip - Chapitre 56 : Le tigre flambeur - Chapitre 57 : Beaucoup d'enfants craignent que leurs parents ne découvrent ce qu'est le komike à cause de Densha Otoko - Chapitre 58 : Distance - Chapitre 59 : Shtoc ! ☆ Celui que j'aime est mon majordome !! Nouvel épisode d'un manga pour filles - Chapitre 60 : Plus sombre que le crépuscule et plus rouge qu'une mare de sang - Chapitre 61 : L'épreuve imprévue du mystérieux labyrinthe du majordome déchu - Chapitre 62 : Hayate et le robot géant - Chapitre 63 : Et il ne deviendra pas une légende |                   |                   |                   |                   |
| 7 | 16 juin 2006      | 4-09-120417-1     | 1er juillet 2011  | 978-2-5050-1173-6 |
| Liste des chapitres : - Chapitre 64 : La douce Maria et son cours empoisonné - Chapitre 65 : C'est comme accomplir une mission dans la neige sur D2 - Chapitre 66 : La Saint-Valentin à l'école : les jours heureux - Chapitre 67 : La Saint-Valentin à la maison : tu me ressembles - Chapitre 68 : Une carte de crédit n'y fera rien. C'est hors de prix - Chapitre 69 : Ce n'est pas une gamine mais un prof de génie - Chapitre 70 : Les détectives du conseil de classe - Chapitre 71 : Bienvenue à Isumi la chasseuse de monstres - Chapitre 72 : Un souci plus sérieux que la conquête du monde - Chapitre 73 : Cœur à cœur - Chapitre 74 : Ma sœur aînée est la meilleure conseillère |                   |                   |                   |                   |
| 8 | 15 septembre 2006 | 4-09-120580-1     | 23 septembre 2011 | 978-2-5050-1232-0 |
| Liste des chapitres : - Chapitre 75 : "Good, or don't be" - Chapitre 76 : Chez toi - Chapitre 77 : L'ange Nagi, à toute vitesse - Chapitre 78 : Jamais nous ne saisirons ce qui s'est passé dans l'ascenseur - Chapitre 79 : Jalousie et pain grillé empoisonné - Chapitre 80 : "Running to Horizon" - Chapitre 81 : "A Round Dance - Revolution" - Chapitre 82 : Je ne peux pas m'empêcher de regarder toutes les rediffusions de "Princesse Mononoké" alors que j'ai le DVD... - Chapitre 83 : Projet Isumi : les challengers. Histoires de filles habillées en jupe le soir - Chapitre 84 : Chéri, prends soin de mon petit maître de 1,3 m et protège ma planète ! - Chapitre 85 : Autrefois, je croyais qu'il était anormal de pêcher comme un amiral dingue de pêche |                   |                   |                   |                   |
| 9 | 16 décembre 2006  | 4-09-120696-4     | 4 novembre 2011   | 978-2-5050-1031-9 |
| Liste des chapitres : - Chapitre 86 : Pas si Pretty Woman que ça - Chapitre 87 : Je vais faire des courses à VTT et me rends compte que je n'ai pas d'argent sur moi, et puis... un rencard... - Chapitre 88 : "Successful Mission" - Chapitre 89 : "I Will" - Chapitre 90 : Ce que tu avais prévu n'arrivera pas - Chapitre 91 : Moment - Chapitre 92 : La fête des poupées et les démons cachés - Chapitre 93 : Hayate et la magie de l'amour - Chapitre 94 : Comme le dit le vieux chef de l'union Teope : "L'amour et la haine sont une seule et même chose" - Chapitre 95 : Une thèse stupide et cruelle - Chapitre 96 : Égocentrique sur terre comme aux cieux |                   |                   |                   |                   |
| 10 | 16 février 2007   | 978-4-09-121007-4 | 6 janvier 2012    | 978-2-5050-1394-5 |
| Liste des chapitres : - Chapitre 97 : "Mind Education" - Chapitre 98 : "The Heady Feeling of Freedom" - Chapitre 99 : Les petits déboires de Saki - Chapitre 100 : Félicitations pour le 100e épisode ! Mais, en fait, c'est la 99e semaine de prépublication, car la 1re semaine, il y a eu deux épisodes... - Chapitre 101 : Tu as encore besoin de t'entraîner au kung-fu ♥ - Chapitre 102 : Dans "Gundam", Amuro, lui, avait un endroit où rentrer... - Chapitre 103 : Autrefois, Hotaru a dit : "Ceux qui utilisent les autres se font eux-mêmes utiliser par quelqu'un d'autre. - Chapitre 104 : Ta vidéo m'a fait éclater en sanglots et m'a fait le plus grand bien ! - Chapitre 105 : Si tu as pitié de moi, donne-moi de l'argent ! Et tant que tu y es, donne-moi aussi une PS3 et une Xbox 360 ! - Chapitre 106 : Avec tout l'argent que j'ai dépensé dans les soldes de "Sister Princess", j'aurais pu m'acheter une voiture - Chapitre 107 : Nagi ou comment faire la guerre toute seule |                   |                   |                   |                   |

### Tomes 11 à 20
| no | Japonais        | Japonais          | Français        | Français          |
| no | Date de sortie  | ISBN              | Date de sortie  | ISBN              |
| --- | --------------- | ----------------- | --------------- | ----------------- |
| 11 | 18 avril 2007   | 978-4-09-121029-6 | 2 mars 2012     | 978-2-5050-1419-5 |
| Liste des chapitres : - Chapitre 108 : © Gosho Aoyama - Chapitre 109 : La famille Saginomiya - Chapitre 110 : Le royaume Sanzen'in du classement - Ralph est-il un robot ou un monstre ? - Chapitre 111 : Tranchant de la main, coup de pied, coup de poing ! Et pour finir, uppercut ! - Chapitre 112 : La mélancolie des chemins de fer - Chapitre 113 : Si tu hésites, commence par peindre en rouge - Chapitre 114 : Cours, même si tu n'es pas honnête ! - Chapitre 115 : Run Together - Chapitre 116 : Encore mieux que dans un rêve - Chapitre 117 : Un garçon importun - Chapitre 118 : La lune est une demoiselle au milieu de la nuit impitoyable |                 |                   |                 |                   |
| 12 | 18 juillet 2007 | 978-4-09-121157-6 | 4 mai 2012      | 978-2-5050-1448-5 |
| Extra : Dans la version japonaise, le tome 12 est sorti en édition limitée.Liste des chapitres : - Chapitre 119 : La petite guerre des mondes de Nagi Sanzen'in -Stardust Memory- - Chapitre 120 : Après mon bain, on me dit souvent que j'ai une peau de pêche - Chapitre 121 : Adieu, l'humanité ! - Chapitre 122 : La voix des étoiles - Chapitre 123 : Un jour, tu croiras en moi - Chapitre 124 : Le train-train quotidien de Spiderman ne consiste pas seulement à combattre des monstres comme on peut le voir dans les films, mais aussi à sauver des vies, et c'est dans ce sens que les majordomes ont, eux aussi, un train de vie très similaire - Chapitre 125 : Qu'est-ce que tu aimerais que l'on t'offre, mais que tu n'aurais pas envie d'acheter toi-même ? Est-ce quelque chose de difficile à trouver ? - Chapitre 126 : On raconte que là-bas, on peut faire tous les biscuits possibles et imaginables. Tout le monde aimerait offir un cadeau en retour de celui qu'il a reçu, mais pour cela la route sera longue - Chapitre 127 : Butterfly (papillon) - Chapitre 128 : Un club plein d'avenir - Chapitre 129 : Comme le son de la flûte de Gill |                 |                   |                 |                   |
| 13 | 18 octobre 2007 | 978-4-09-121197-2 | 6 juillet 2012  | 978-2-5050-1476-8 |
| Liste des chapitres : - Chapitre 130 : Un certain vagabond a dit qu'il n'y avait rien de plus fort que la volonté de vivre. Mais bon... ce n'est pas toujours facile - Chapitre 131 : Peut-on encore avoir un sourire gratuitement ? - Chapitre 132 : Bon augure ✯ Le temps de l'ambition - Les sœurs Katsura ne se montreront pas - Chapitre 133 : Si tu rêves de devenir riche, saisis ton rêve de tes propres mains - Chapitre 134 : Si jamais je meurs, détruis mon disque dur sans regarder ce qu'il y a dessus - Chapitre 135 : Rozen Maid - Les soubrettes créées par Rozen ne deviendront pas défectueuses - Chapitre 136 : Au bout du compte, notre chat est toujours le plus mignon de tous - Chapitre 137 : Il y a toujours quelqu'un de connecté, plus rapide que l'ADSL et que la fibre optique - Chapitre 138 : Keep on Dreaming - Chapitre 139 : Les cafés et les cafétérias de Nerima et de Suginami sont toujours pleins de mangakas, d'éditeurs et d'animateurs - Chapitre 140 : La femme de ménage observe et est observée |                 |                   |                 |                   |
| 14 | 12 janvier 2008 | 978-4-09-121268-9 | 19 octobre 2012 | 978-2-5050-1537-6 |
| Liste des chapitres : - Chapitre 141 : Un garçon doit être prêt à faire toutes les folies pour répondre aux attentes d'une fille - Chapitre 142 : Il est effrayant de se faire traiter comme un animal lorsque notre véritable apparence est découverte - Chapitre 143 : Qu'allons-nous devenir ? - Chapitre 144 : Lorsque, dans les films de samouraïs, des fleurs de cerisier volent au gré du vent, la plupart des gens deviennent tout gentils - Chapitre 145 : Distance - Même si tu es près... - Chapitre 146 : Distance - Même si tu es loin... - Chapitre 147 : Hayate le conteur d'histoires - Chapitre 148 : Étrangement, les filles que ne nous intéressaient pas plus que ça en début d'année scolaire nous apparaissent souvent très mignonnes à la fin de l'année - Chapitre 149 : Ce que j'aimerais partir en excursion ! J'en ai trop envie. À vrai dire, j'aimerais pouvoir sortir de mon atelier et aller prendre l'air - Chapitre 150 : Je suis un enfant perdu parce que je me perds. Je suis perdu dans la vie. Au secouuuurs ! - Chapitre 151 : Dans la nature, les animaux sauvages sont sans pitié                                               |                 |                   |                 |                   |
| 15 | 18 avril 2008   | 978-4-09-121338-9 | 4 janvier 2013  | 978-2-5050-1569-7 |
| Liste des chapitres : - Chapitre 152 : Je n'ai pas besoin d'affection, mais juste de courage - Chapitre 153 : La nuit tombe sur la montagne et sur la vallée - Chapitre 154 : Mon cœur bat la chamade ! Il est en train de s'enflammer - Chapitre 155 : Les petits déboires de Saki - Chapitre 156 : 2h du matin, et je n'arrive toujours pas à m'endormir... À bout de nerfs, je décide d'aller faire un tour - Chapitre 157 : Je ne peux pas vivre dans l'ombre - Chapitre 158 : La vie de lycéen n'est pas aussi belle qu'on le pense - Chapitre 159 : Le danger peut survenir à tout moment - Chapitre 160 : Que c'est bien d'avoir un kotatsu pour passer les hivers rigoureux ! - Chapitre 161 : Mes étrennes se sont certes déjà toutes envolées, mais mes souvenirs, eux, resteront éternels - Chapitre 162 : Tu sais, ce jeu sur DS pour apprendre à sourire, tu devrais l'essayer ! |                 |                   |                 |                   |
| 16 | 11 juillet 2008 | 978-4-09-121427-0 | 5 avril 2013    | 978-2-5050-1776-9 |
| Liste des chapitres : - Chapitre 163 : Un malheur en appelle un autre - Chapitre 164 : Magical : Labyrinth - Chapitre 165 : Un otaku dans la tourmente - Chapitre 166 : Si tu veux, je peux arranger ça pour toi - Chapitre 167 : Certains souvenirs sont inoubliables, mais il ne faut quand même pas pousser trop loin ! - Chapitre 168 : Si tu es fatigué, repose-toi ! - Chapitre 169 : Lorsqu'on voit quelque chose qu'on n'aurait pas dû voir, il est important de rester calme - Chapitre 170 : "Asano, tu as dit ça gentiment, n'est-ce pas ?" - "Oui, bien sûr." Attention aux malentendus ! - Chapitre 171 : Il ne faut pas réveiller un lion qui dort, ça n'apporte que des ennuis - Chapitre 172 : Rien n'est encore décidé - Chapitre 173 : Essayons de communiquer avec le langage du corps |                 |                   |                 |                   |
| 17 | 17 octobre 2008 | 978-4-09-121479-9 | 23 août 2013    | 978-2-5050-1777-6 |
| Liste des chapitres : - Chapitre 174 : Même si certains films sont interdits aux enfants, cela n'empêche pas ces derniers de vouloir les regarder - Chapitre 175 : Généralement, tout est fait pour que nous rencontrions les personnes dont nous avons besoin dans la vie - Chapitre 176 : Les super-héros ne peuvent montrer ni les larmes ni la sueur qu'il y a derrière leur masque - Chapitre 177 : Un appareil qui utilise la lumière pour figer le temps - Chapitre 178 : The End of the World ① Le monde dont tu rêvais - Chapitre 179 : The End of the World ② Le château habité par un dieu - Chapitre 180 : The End of the World ③ Le petit jardin de la déesse du soleil - Chapitre 181 : The End of the World ④ D'une voix qui parvient jusqu'aux quatre coins du monde - Chapitre 182 : The End of the World ⑤ Le présage de la fin - Chapitre 183 : The End of the World ⑥ La foi en la force - Chapitre 184 : The End of the World ⑦ Le gage de notre amour |                 |                   |                 |                   |
| 18 | 16 janvier 2009 | 978-4-09-121566-6 | 8 novembre 2013 | 978-2-5050-1778-3 |
| Liste des chapitres : - Chapitre 185 : The End of the World ⑧ La naissance du roi du mal - Chapitre 186 : The End of the World ⑨ Ta voix ne parvient plus jusqu'à moi - Chapitre 187 : The End of the World ⑩ Lorsqu'il cessera de pleuvoir... - Chapitre 188 : Le moment le plus amusant des vacances, c'est lorsqu'on prévoit ce qu'on va faire - Chapitre 189 : "Les hommes souffrent à cause de l'amour", disait l'empereur sacré - Chapitre 190 : Si seulement les couples pouvaient avoir mal au ventre chaque fois qu'ils sortent en amoureux... - Chapitre 191 : C'est si agréable, les sorties en amoureux ! En fait, la compagnie d'une fille est généralement toujours très agréable - Chapitre 192 : Qui tomberait amoureux d'une fille trop vulnérable ? - Chapitre 193 : "Haa... je voudrais plus d'argent", disait le président du groupe Teiai - Chapitre 194 : Quiz Magic Academy - Chapitre 195 : Je veux savoir, car je ne sais pas. Je ne connais pas la réponse maintenant, mais je la trouverai. Ainsi est faite la vie |                 |                   |                 |                   |
| 19 | 17 avril 2009   | 978-4-09-121895-7 | 18 janvier 2014 | 978-2-5050-1779-0 |
| Liste des chapitres : - Chapitre 196 : De la tristesse, des sanglots et de l'aventure - Chapitre 197 : Lorsque je me lève tôt le matin, j'ai l'impression que je peux déplacer des montagnes... mais c'est juste une impression - Chapitre 198 : La plus puissante des hallebardes et le plus solide des boucliers ne sont pas compatibles - Chapitre 199 : Jamais rien ne se passe comme on l'aurait voulu !! Jamais !! Faut pas trop rêver !! - Chapitre 200 : Même si la pesanteur retient leur âme au sol, les gens peuvent s'envoler dans le ciel à partir de l'aéroport de Narita - Chapitre 201 : Quoi que l'on dise, les êtres humains préfèrent être aimés plutôt qu'aimer ! - Chapitre 202 : Dans les comédies romantiques, la salle de bains est un champ de bataille. Une seule seconde d'inattention, et c'est la mort assurée - Chapitre 203 : Pour gagner de l'argent, mieux vaut ne pas jouer aux jeux d'argent - Chapitre 204 : J'ai attrapé froid... J'ai mal à la gorge... - Chapitre 205 : Il ne faut jamais dire : "Ce n'est pas un rêve !" - Chapitre 206 : Les gens libres sont forts, déraisonnablement forts                                    |                 |                   |                 |                   |
| 20 | 17 juillet 2009 | 978-4-09-121698-4 | 4 avril 2014    | 978-2-5050-1780-6 |
| Liste des chapitres : - Chapitre 207 : Il n'existe pas de méthode infaillible pour gagner à la roulette, sauf si celle-ci ne tourne pas - Chapitre 208 : Lorsqu'on perd au jeu de hasard, bonjour les problèmes - Chapitre 209 : Les personnes qui fabriquent des produits en édition limitée ont, elles aussi la vie dure - Chapitre 210 : Le souvenir d'un baiser - Chapitre 211 : Radical dreamers: real side - Chapitre 212 : Comme un vœu ou une prière, adresse à une étoile... - Chapitre 213 : Un triangle amoureux de plus en plus compliqué - Chapitre 214 : La porte de la mythologie - Chapitre 215 : Le labyrinthe de Mykonos - Chapitre 216 : Perdus dans le labyrinthe - Chapitre 217 : Le labyrinthe de l'amour |                 |                   |                 |                   |

### Tomes 21 à 30
| no | Japonais         | Japonais          | Français          | Français          |
| no | Date de sortie   | ISBN              | Date de sortie    | ISBN              |
| --- | ---------------- | ----------------- | ----------------- | ----------------- |
| 21 | 16 octobre 2009  | 978-4-09-121779-0 | 4 juillet 2014    | 978-2-5050-6069-7 |
| Liste des chapitres : - Chapitre 218 : La pierre des liens - Chapitre 219 : Il nous est difficile de nous dire ce que nous avons chacun dans le cœur - Chapitre 220 : Les problèmes surgissent lorsqu'on ne s'y attend pas - Chapitre 221 : Il y a toujours quelque chose à faire à la plage - Chapitre 222 : L'amour nous pousse à agir bizarrement, si bien qu'après coup on a parfois envie de mourir - Chapitre 223 : La victoire et le bonheur sont deux choses différentes - Chapitre 224 : Faire plaisir à une fille n'est pas toujours facile, mais c'est important - Chapitre 225 : Je n'ai pourtant rien fait de mal - Chapitre 226 : Les filles sont des êtres naturellement puissants - Chapitre 227 : Comme des ombres qui se superposent au coucher du soleil - Chapitre 228 : Les souvenirs sont intemporels |                  |                   |                   |                   |
| 22 | 16 janvier 2010  | 978-4-09-122135-3 | 3 octobre 2014    | 978-2-5050-6070-3 |
| Liste des chapitres : - Chapitre 229 : Hier, aujourd'hui et demain, autant de fois qu'il le faudra - Chapitre 230 : Ainsi est fait le monde - Chapitre 231 : Beyond the bounds - Chapitre 232 : Beautiful world - Chapitre 233 : Dearest - Chapitre 234 : Même dans mille ans, je me souviendrai toujours de toi - Chapitre 235 : Un ciel sans lune - Chapitre 236 : Qui ne comprend rien à rien ne comprendra jamais rien - Chapitre 237 : Et le soir arriva - Chapitre 238 : Je n'arrive pas à trouver les mots - Chapitre 239 : Silky heart |                  |                   |                   |                   |
| 23 | 16 avril 2010    | 978-4-09-122256-5 | 16 janvier 2015   | 978-2-5050-6175-5 |
| Liste des chapitres : - Chapitre 240 : Ce que je ressens pour toi - Chapitre 241 : Le bouclier égide - Chapitre 242 : Tumulte dans la nuit - Chapitre 243 : Tu es vulnérable quand tu dors - Chapitre 244 : Parce que je t'aime - Chapitre 245 : Love me tender - Chapitre 246 : Puissance vs invincibilité - Chapitre 247 : La puissance céleste - Chapitre 248 : La décision d'Isumi - Chapitre 249 : L'ultime décision - Chapitre 250 : Le début de la fin |                  |                   |                   |                   |
| 24 | 16 avril 2010    | 978-4-09-122257-2 | 17 avril 2015     | 978-2-5050-6250-9 |
| Extra : Dans la version japonaise, le tome 24 est sorti en édition limitée, et un coffret avec les tomes 23 et 24 est également sorti.Liste des chapitres : - Chapitre 251 : Une soirée éclatante - Chapitre 252 : Avenir - Chapitre 253 : Proof - Chapitre 254 : L'affrontement final - Chapitre 255 : Le premier mot - Chapitre 256 : Question at me - Chapitre 257 : Quelqu'un veille sur toi - Chapitre 258 : Pour l'éternité et pour toi - Chapitre 259 : Fly high - Chapitre 260 : Eternal wind - Chapitre 261 : Batifolage, batifolage |                  |                   |                   |                   |
| 25 | 18 août 2010     | 978-4-09-122512-2 | 28 août 2015      | 978-2-5050-6251-6 |
| Liste des chapitres : - Chapitre 262 : The end of the world 11 - l'allié de la justice - Chapitre 263 : The end of the world Final - mon sourire est pour toi - Chapitre 264 : Le son des cloches retentit dans le futur - Chapitre 265 : Pétales au vent - Chapitre 266 : Et le sourire fut - Chapitre 267 : La présidente a des oreilles d'ane !! - Chapitre 268 : Le long épisode en grèce étant terminé, vous pouvez commencer votre lecture à partir de ce chapitre! - Chapitre 269 : Quand nous étions jeunes, nous avons appris le secret d'Izumi en jouant au jeu de la vie. Ce fut un énorme choc ! - Chapitre 270 : Tous les bâtiments et les mecs ringards ont une histoire - Chapitre 271 : Ce n'est pas parce qu'on porte une tenue de soubrette qu'on est une soubrette. Mais parce qu'on a les compétences d'une soubrette qu'on s'habille on soubrette - Chapitre 272 : Dans les mangas de comédie romantique, on assiste souvent à des incidents dans la salle de bains |                  |                   |                   |                   |
| 26 | 18 novembre 2010 | 978-4-09-122659-4 | 2 octobre 2015    | 978-2-5050-6252-3 |
| Extra : Dans la version japonaise, le tome 26 est sorti en édition limitée.Liste des chapitres : - Chapitre 273 : Émotion coeur de jeune fille stratégie palpitante et caetera - Chapitre 274 : Miaou, Miaou, Miaou, Miaouuu! - Chapitre 275 : Miaou, Miaou, Miaou, Miaou, Miaou, Miaou, Miaouuu! - Chapitre 276 : Miaouuu! - Chapitre 277 : Un lieu idéal pour créer des liens - Chapitre 278 : Un petit plus peut parfois avoir un pouvoir effrayant - Chapitre 279 : J'aimerais rencontrer une personne au regard doux - Chapitre 280 : It's destiny - Chapitre 281 : Mon anniversaire est le 19 octobre je suis du signe de la balance - Chapitre 282 : Happy birthday to me ! - Chapitre 283 : Il faut souvent faire beaucoup d'efforts pour rester auprès de quelqu'un |                  |                   |                   |                   |
| 27 | 18 février 2011  | 978-4-09-122781-2 | 8 janvier 2016    | 978-2-5050-6477-0 |
| Extra : Dans la version japonaise, le tome 27 est sorti en édition limitée.Liste des chapitres : - Chapitre 284 : Confusion ! Choc ! Suspense ! - Chapitre 285 : Où que l'on aille, on finit toujours par rencontrer des obstacles - Chapitre 286 : Le garçon qui volait les cœurs des filles - Chapitre 287 : Mask - Chapitre 288 : Un sacré défi pour une fillette de 13 ans - Chapitre 289 : Dites-vous que tous les mangakas sont comme ça ! - Chapitre 290 : Plus on tente de s'approcher du Gandhara, plus en s'en éloigne - Chapitre 291 : Chacun à ses tracas, même s'il ne les laisse pas paraître - Chapitre 292 : Notre rencontre - Chapitre 293 : Change - Chapitre 294 : Quand la passion renait |                  |                   |                   |                   |
| 28 | 17 mai 2011      | 978-4-09-122870-3 | 6 mai 2016        | 978-2-5050-6608-8 |
| Extra : Dans la version japonaise, le tome 28 est sorti en édition limitée.Liste des chapitres : - Chapitre 295 : À force de hasard, on finit par faire des rencontres - Chapitre 296 : Luka - Chapitre 297 : You & me - Chapitre 298 : Idol master - Chapitre 299 : Don't stop! Dreamer on the road! - Chapitre 300 : Le retour d'un roi - Chapitre 301 : Un enfant est un lien entre ses deux parents. mais nous ne sommes pas parents, et il n'y a aucun lien entre nous - Chapitre 302 : Viens chez moi ! - Chapitre 303 : Une journée ordinaire - Chapitre 304 : La rivière à côté d'Akihabara s'appelle la Kandagawa - Chapitre 305 : Quand on dessine un story-board dans un café, on rencontre souvent des gens qui cherchent quelqu'un pour se marier |                  |                   |                   |                   |
| 29 | 10 août 2011     | 978-4-09-941703-1 | 8 juillet 2016    | 978-2-5050-6612-5 |
| Extra : Dans la version japonaise, le tome 29 est sorti en édition limitée.Liste des chapitres : - Chapitre 306 : Les petites filles blondes ont certaines options par défaut - Chapitre 307 : Je veux devenir un roi du pétrole - Chapitre 308 : C'est dans les moments de distraction qu'on est le plus étourdi - Chapitre 309 : C'est beau d'être une jeune fille pleine de rêves - Chapitre 310 : La force de l'amour. Ce sentiment que je ressens est-il vraiment réel ? - Chapitre 311 : Personne n'a jamais voulu être un menteur - Chapitre 312 : Le karaoké, c'est bien aussi tout seul - Chapitre 313 : Je ne veux duper personne, mais quand on aime quelqu'un, il arrive parfois qu'on lui dise de petits mensonges - Chapitre 314 : La vie et les mensonges - Chapitre 315 : Je l'aime malgré tout, et c'est bien ce qui m'embête - Chapitre 316 : Stop ! Ne fais pas un pas de plus !                                                                                      |                  |                   |                   |                   |
| 30 | 18 octobre 2011  | 978-4-09-159105-0 | 23 septembre 2016 | 978-2-5050-6639-2 |
| Extra : Dans la version japonaise, le tome 30 est sorti en édition limitée.Liste des chapitres : - Chapitre 317 : Quand tu tiens à une chose, garde la précieusement - Chapitre 318 : Sign - Chapitre 319 : Une conseillère pas très futée - Chapitre 320 : Courage ! Il faut tenir bon ! - Chapitre 321 : Une conseillère compétente - Chapitre 322 : Dans le bourbier jusqu'au cou ! - Chapitre 323 : Il faut travailler même si on n'en a pas envie - Chapitre 324 : Les petites occupations d'une soubrette pour tuer le temps - Chapitre 325 : Un rien peut parfois suffire - Chapitre 326 : Une belle bourde - Chapitre 327 : Goodbye Happiness |                  |                   |                   |                   |

### Tomes 31 à 40
| no | Japonais          | Japonais          | Français          | Français          |
| no | Date de sortie    | ISBN              | Date de sortie    | ISBN              |
| --- | ----------------- | ----------------- | ----------------- | ----------------- |
| 31 | 16 décembre 2011  | 978-4-09-123438-4 | 18 novembre 2016  | 978-2-5050-6642-2 |
| Extra : Dans la version japonaise, le tome 31 est sorti en édition limitée.Liste des chapitres : - Chapitre 328 : Nous n'avons pas encore été payés pour notre travail d'assistant pour l'autre jour - Chapitre 329 : Pour se lever tôt , il faut se coucher tôt - Chapitre 330 : Je meurs d'envie de te dire je t'aime - Chapitre 331 : Aussi calme qu'il y a deux cents millions d'années - Chapitre 332 : Une idée de génie - Chapitre 333 : Quelqu'un de spécial - Chapitre 334 : Identity Crisis - Chapitre 335 : L'enseignement du père Noël - Chapitre 336 : Rock over Japan - Chapitre 337 : Les soubrettes boudent toujours au mauvais moment - Chapitre 338 : L'important est de progresser chaque jour petit à petit |                   |                   |                   |                   |
| 32 | 18 mai 2012       | 978-4-09-123666-1 | 20 janvier 2017   | 978-2-5050-6914-0 |
| Extra : Dans la version japonaise, le tome 32 est sorti en édition limitée.Liste des chapitres : - Chapitre 339 : Un Yen, des pleurs et des rires - Chapitre 340 : Le vœu de Hinagiku n'est pas près de se réaliser - Chapitre 341 : Isumi ne trouvera pas de soubrette avant le XXVIIe siècle - Chapitre 342 : Les conseils de Kayura Tsurugino - Chapitre 343 : Les conseils de Kayura Tsurugino (2) - Chapitre 344 : Les conseils de Kayura Tsurugino (3) - Chapitre 345 : Faite attention ! Il arrive parfois qu'on se rend compte trop tard qu'on a marché sur une mine - Chapitre 346 : Et le majordome leur prépara à manger - Chapitre 347 : Serais-tu un aimant ? - Chapitre 348 : Les légumes d'été de la chef Maria, première manche - Chapitre 349 : Prise de poids, régime… je n'ai pas envie de penser à tout ça |                   |                   |                   |                   |
| 33 | 18 septembre 2012 | 978-4-09-123798-9 | 17 mars 2017      | 978-2-5050-6931-7 |
| Liste des chapitres : - Chapitre 350 : Je n'ai pas beaucoup de souvenirs d'école - Chapitre 351 : Faut-il vraiment savoir faire ce genre de chose pour avoir du succès ? - Chapitre 352 : Toute maladie commence dans l'esprit - Chapitre 353 : Seuls les idiots n'attrapent pas de rhume. Donc, si tu cesses d'être idiot, tu t'enrhumes - Chapitre 354 : Quand le pire est à craindre - Chapitre 355 : Voici ce que ça donne si l'on résume en 16 pages toutes les informations nécessaires pour réussir financièrement - Chapitre 356 : Idiotes un jour, idiotes toujours! - Chapitre 357 : Vive le vélo ! Yahouu ! - Chapitre 358 : En fait, je suis complètement sadique. Surtout ne m'imitez pas !! - Chapitre 359 : Je ne sais toujours pas ce que je voudrais faire plus tard - Chapitre 360 : Il m'arrive parfois de voir des Fantômes |                   |                   |                   |                   |
| 34 | 18 octobre 2012   | 978-4-09-123888-7 | 5 mai 2017        | 978-2-5050-6935-5 |
| Extra : Dans la version japonaise, le tome 34 est sorti en édition limitée.Liste des chapitres : - Chapitre 361 : Les mères sont généralement toutes les mêmes - Chapitre 362 : Le jour où le dauphin s'envola - Chapitre 363 : Mystery room (1) - Chapitre 364 : Mystery room (2) - Chapitre 365 : Mystery room (3) - Chapitre 366 : Mystery room (4) - Chapitre 367 : Mystery room (5) - Chapitre 368 : Mystery room (6) - Chapitre 369 : Mystery room (7) - Chapitre 370 : Mystery room (8) - Chapitre 371 : Pour plaire, il ne faut pas chercher à plaire |                   |                   |                   |                   |
| 35 | 18 janvier 2013   | 978-4-09-124030-9 | 16 juin 2017      | 978-2-5050-6940-9 |
| Extra : Dans la version japonaise, le tome 35 est sorti en édition limitée.Liste des chapitres : - Chapitre 372 : Réfléchis avant de parler ! - Chapitre 373 : Les professionnels sont des gens extraordinaires - Chapitre 374 : Le grand ménage !! - Chapitre 375 : Les rêves sont éphémères - Chapitre 376 : Il n'est jamais trop tard pour faire ses débuts - Chapitre 377 : Les cafétérias sont un lieu où toute sortes de gens passent et se croisent - Chapitre 378 : Patati et Patata - Chapitre 379 : Le bonheur n'est jamais loin - Chapitre 380 : Dans la vie, il n'y a rien de plus palpitant que le premier jour des vacances - Chapitre 381 : Repos bien mérité - Chapitre 382 : Strange lovers |                   |                   |                   |                   |
| 36 | 18 mars 2013      | 978-4-09-124207-5 | 22 septembre 2017 | 978-2-5050-6943-0 |
| Extra : Dans la version japonaise, le tome 36 est sorti en édition limitée.Liste des chapitres : - Chapitre 383 : Mais tout ne se termina pas par un simple baiser - Chapitre 384 : Juspion m'a dit que j'étais unique dans l'univers - Chapitre 385 : Il y'a des combats que l'on ne peut pas perdre - Chapitre 386 : Quand plus rien ne peut arrêter l'amour - Chapitre 387 : Voilà le genre de manga que vous être en train de lire - Chapitre 388 : Le genre de moment où on a envie de crier Nooon! - Chapitre 389 : Une impression de déjà-vu - Chapitre 390 : Il n'y a qu'une seule lune dans le ciel - Chapitre 391 : Un employé amoureux - Chapitre 392 : Telles des idiotes qui se jettent dans les flammes - Chapitre 393 : Une mère attaque toujours au bon moment |                   |                   |                   |                   |
| 37 | 18 juin 2013      | 978-4-09-124316-4 | 17 novembre 2017  | 978-2-5050-6944-7 |
| Extra : Dans la version japonaise, le tome 37 est sorti en édition limitée.Liste des chapitres : - Chapitre 394 : Quand Ayumu Nishizawa s'enflamme et fait la leçon - Chapitre 395 : Non, je ne me tourne pas les pouces ! Je dois m'occuper du chat, et tout et tout ! J'ai un tas de choses à faire - Chapitre 396 : La vraie force consiste à tenir ses promesses - Chapitre 397 : La voie du manga - Chapitre 398 : Kyoto - ise: dénouement (1 nuit) l'idiote qui voulait partir en voyage - Chapitre 399 : Kyoto - ise: dénouement (2 nuit) les problèmes sont partout - Chapitre 400 : Kyoto - ise: dénouement (3 nuit) c'est le 400e chapitre. Il faut célébrer ça ! - Chapitre 401 : Kyoto - ise: dénouement (4 nuit) une virée en enfer - Chapitre 402 : Kyoto - ise: dénouement (5 nuit) perdue dans la nuit - Chapitre 403 : À compter d'aujourd'hui, je suis toi et toi, tais-toi - Chapitre 404 : Kyoto - ise: dénouement (6 nuit) comme une prière |                   |                   |                   |                   |
| 38 | 18 septembre 2013 | 978-4-09-124379-9 | 5 janvier 2018    | 978-2-5050-7018-4 |
| Extra : Dans la version japonaise, le tome 38 est sorti en édition limitée.Liste des chapitres : - Chapitre 405 : Kyoto - ise: dénouement (7 nuit) La balade de Hinagiku et de Chiharu - Chapitre 406 : Kyoto - ise: dénouement (8 nuit) il n'existe aucun moyen de gagner cent millions par seconde - Chapitre 407 : Kyoto - ise: dénouement (9 nuit) je fais moi-même briller ma couronne - Chapitre 408 : Haa... je meurs de faim ! - Chapitre 409 : Kyoto - ise: dénouement (10 nuit) j'ai dit que j'avais faim ! - Chapitre 410 : Kyoto - ise: dénouement (11 nuit) je n'ai vraiment pas de chance - Chapitre 411 : Kyoto - ise: dénouement (12 nuit) les dieux nous protègent - Chapitre 412 : Kyoto - ise: dénouement (13 nuit) il existe toutes sortes de gens - Chapitre 413 : Kyoto - ise: dénouement (14 nuit) dénouement - Chapitre 414 : Difficile de ce retrouver sur un champ de bataille - Chapitre 415 : Un choix difficile                     |                   |                   |                   |                   |
| 39 | 18 décembre 2013  | 978-4-09-124510-6 | 16 mars 2018      | 978-2-5050-7019-1 |
| Extra : Dans la version japonaise, le tome 39 est sorti en édition limitée.Liste des chapitres : - Chapitre 416 : C'était quoi déjà, cette pub qui disait qu'on était libre de choisir son travail ? - Chapitre 417 : Hiroko Moriguchi et Mami Yamase resteront à jamais des chanteuses indémodables - Chapitre 418 : Un fragment de rêve - Chapitre 419 : Tendre la main avec hésitation - Chapitre 420 : Toutes ces choses que je peux tenir dans mes mains - Chapitre 421 : La forme du bonheur - Chapitre 422 : Ballottés dans la chaleur de l'été - Chapitre 423 : Achèvement - Chapitre 424 : Quelqu'un de spécial - Chapitre 425 : I've got to ride - Chapitre 426 : Détruire le mur invisible |                   |                   |                   |                   |
| 40 | 18 mars 2014      | 978-4-09-124578-6 | 4 mai 2018        | 978-2-5050-7022-1 |
| Extra : Dans la version japonaise, le tome 41 est sorti en édition limitée.Liste des chapitres : - Chapitre 427 : Aucun regret - Chapitre 428 : Courons vers le ciel - Chapitre 429 : Le monde dans dix ans - Chapitre 430 : Éclat - Chapitre 431 : Feux d'artifice - Chapitre 432 : Étincellement - Chapitre 433 : Une pierre qui avait plus de valeur que l'or - Chapitre 434 : L'édition limitée du volume 39 contient un jeu de cartes transparentes - Chapitre 435 : Souvenirs d'un rêve - Chapitre 436 : Le père Noël de mon rêve - Chapitre 437 : Les projets et les prévisions ne sont que des suppositions |                   |                   |                   |                   |

### Tomes 41 à 50
| no | Japonais          | Japonais          | Français          | Français          |
| no | Date de sortie    | ISBN              | Date de sortie    | ISBN              |
| --- | ----------------- | ----------------- | ----------------- | ----------------- |
| 41 | 18 juin 2014      | 978-4-09-124665-3 | 6 juillet 2018    | 978-2-5050-7020-7 |
| Extra : Dans la version japonaise, le tome 41 est sorti en édition limitée.Liste des chapitres : - Chapitre 438 : Attention please - Chapitre 439 : Au secours ! La vie n'est pas rose - Chapitre 440 : Je veux aller à la mer pour voir une seiche. En fait, peu importe l'endroit, je veux juste voir une seiche - Chapitre 441 : Lorsque, dans le Sunday, quelqu'un dit qu'il aime le poulpe, ça me rappelle Mendô - Chapitre 442 : Avec toi pour l'éternité - Chapitre 443 : Une famille embarrassante - Chapitre 444 : Regardez ! Le numéro de ce chapitre est de mauvais augure ! Une malédiction risque de s'abattre sur nous - Chapitre 445 : Nous ne connaissons toujours pas le nom de la fleur que nous avons mangée ce jour-là - Chapitre 446 : Une comédie romantique sans comédie - Chapitre 447 : Investor Y - Chapitre 448 : En dix ans, les choses peuvent grandement évoluer             |                   |                   |                   |                   |
| 42 | 18 septembre 2014 | 978-4-09-125104-6 | 21 septembre 2018 | 978-2-5050-7021-4 |
| Extra : Dans la version japonaise, le tome 42 est sorti en édition limitée.Liste des chapitres : - Chapitre 449 : L'assassin venu du passé - Chapitre 450 : Environ ma 101e demande en mariage - Chapitre 451 : On compte sur votre soutien - Chapitre 452 : J'adore le curry - Chapitre 453 : J'aime les Haagen-Dazs à la fraise - Chapitre 454 : Grand frère - Chapitre 455 : Petit frère - Chapitre 456 : Les histoires d'amour frappent souvent sans prévenir - Chapitre 457 : Quand je ne peux pas, je ne peux pas - Chapitre 458 : Un vide de dix ans - Chapitre 459 : Quand on donne un truc embarrassant, il n'arrive que des choses embarrassantes |                   |                   |                   |                   |
| 43 | 18 décembre 2014  | 978-4-09-125397-2 | 9 novembre 2018   | 978-2-5050-7160-0 |
| Liste des chapitres : - Chapitre 460 : La pierre des liens - Chapitre 461 : La mer est avec nous - Chapitre 462 : Aller voir un film de temps en temps, ça fait du bien - Chapitre 463 : Expliquons encore une fois - Chapitre 464 : Dédé dédé dé dé! dé!! Miom miom miom! - Chapitre 465 : Histoire de poitrine - Chapitre 466 : Règlement de comptes après huit mois (dix ans) - Chapitre 467 : Destruction imminente - Chapitre 468 : Quotidien - Chapitre 469 : See you again, Hero - Chapitre 470 : On a tendance à oublier le jour de ramassage des poubelles recyclables |                   |                   |                   |                   |
| 44 | 18 mars 2015      | 978-4-09-125677-5 | 18 janvier 2019   | 978-2-5050-7226-3 |
| Liste des chapitres : - Chapitre 471 : Le rouge du père Noël est la couleur du sang (2014) - Chapitre 472 : Il les fait toutes craquer - Chapitre 473 : Tel est pris qui croyait prendre - Chapitre 474 : Des conseils qui ne laissent rien présager de bon - Chapitre 475 : Les chatons et les filles sont des êtres mignons - Chapitre 476 : La beauté est une forme de justice - Chapitre 477 : J'adore les chats - Chapitre 478 : Un bon café pour oublier ses problèmes - Chapitre 479 : À la recherche d'une histoire d'amour - Chapitre 480 : Le riz est un accompagnement - Chapitre 481 : Dur, dur d'être une fille |                   |                   |                   |                   |
| 45 | 18 juin 2015      | 978-4-09-125850-2 | 15 mars 2019      | 978-2-5050-7227-0 |
| Liste des chapitres : - Chapitre 482 : Voici ce qui arrive lorsqu'une personne ordinaire veut trop en faire - Chapitre 483 : Résultat - Chapitre 484 : Est-ce vraiment la meilleure chose à faire ? - Chapitre 485 : Mes vacances d'été sont terminées - Chapitre 486 : Dix ans pour en arriver là - Chapitre 487 : Donnez-moi une Apple Watch - Chapitre 488 : Je veux partir en voyage. N'importe où fera l'affaire - Chapitre 489 : Les buffets apportent du rêve - Chapitre 490 : Les dangers de la montagne - Chapitre 491 : J'ai essayé, mais ça n'a servi à rien - Chapitre 492 : Certains sont prêts à traverser une charpente métallique pour vingt millions |                   |                   |                   |                   |
| 46 | 18 septembre 2015 | 978-4-09-126230-1 | 17 mai 2019       | 978-2-5050-7228-7 |
| Liste des chapitres : - Chapitre 493 : Il fait très froid cette nuit. Get wild ! - Chapitre 494 : Je veux dormir dans une suite - Chapitre 495 : Le royaume sauvage jungle cruise the real - Chapitre 496 : Ce n'est pas le plus fort qui gagne, c'est le gagnant qui gagne - Chapitre 497 : Heureusement que je ne manque pas de courage - Chapitre 498 : Opération risquée en Colombie - Chapitre 499 : Une prof tenace - Chapitre 500 : Bruce Willis avec des cheveux - Chapitre 501 : Vous pouvez faire un autre dessin animé si vous voulez - Chapitre 502 : Ce soir, j'ai compris que la voix de Banjô annonçait la fin d'un combat interminable - Chapitre 503 : Mieux vaut avoir un plan |                   |                   |                   |                   |
| 47 | 16 février 2016   | 978-4-09-126498-5 | 21 juin 2019      | 978-2-5050-7229-4 |
| Liste des chapitres : - Chapitre 504 : Le démon de Las Vegas - Chapitre 505 : Une histoire d'amitié - Chapitre 506 : Lisez ceci après avoir lu le 1er chapitre d'Ad Astra Per Aspera - Chapitre 507 : Une mégère qui se mêle une peu trop de ce qui ne la regarde pas - Chapitre 508 : Seulement de l'amitié - Chapitre 509 : Même Tonegawa ne saurait pas quoi faire - Chapitre 510 : Un voyage de deux jours à Paris - le premier jour mon pauvre responsable s'est fait voler son portefeuille, le deuxième jour, il avait tellement mal au ventre qu'il ne pouvait plus bouger, voici son histoire en manga - Chapitre 511 : Voilà pourquoi les jeunes filles tombent amoureuses - Chapitre 512 : Plus je dessine Kananiwa, plus elle devient mignonne - Chapitre 513 : Je veux aller au grand Canyon - Chapitre 514 : Cours de finance pour les enfants sages: l'argent est plus important que la vie |                   |                   |                   |                   |
| 48 | 18 mai 2016       | 978-4-09-127136-5 | 20 septembre 2019 | 978-2-5050-7590-5 |
| Liste des chapitres : - Chapitre 515 : Unissons-nous (grâce à l'argent) - Chapitre 516 : Règles et hasard - Chapitre 517 : Une journée ordinaire d'Ayumu Nishizawa - Chapitre 518 : Les errances de Saki - Chapitre 519 : Yo ! C'est ton destin ! - Chapitre 520 : Une trop grande fortune - Chapitre 521 : Parfois, on a envie de prendre un verre - Chapitre 522 : La fin d'un long voyage - Chapitre 523 : Notre idéal et la réalité sont différents, mais je veux tout faire pour me rapprocher de mon idéal - Chapitre 524 : L'héritier des étoiles - Chapitre 525 : Kiss of murder |                   |                   |                   |                   |
| 49 | 18 octobre 2016   | 978-4-09-127406-9 | 29 novembre 2019  | 978-2-5050-7591-2 |
| Liste des chapitres : - Chapitre 526 : À Mario Kart, plus on est de fous plus on rit - Chapitre 527 : L'aventure commence dans la tour de Najimi - Chapitre 528 : Raisonnement défaillant - Chapitre 529 : La moitié de la vie est faite de farces et de choses inutiles - Chapitre 530 : Pop Star - Chapitre 531 : Les rêves peuvent avoir plusieurs formes - Chapitre 532 : Je voudrais être harcelé en étant le seul garçon parmi un groupe de filles - Chapitre 533 : Là où il y a tout - Chapitre 534 : Comme je ne veux pas être choqué, je lis toujours les romans policiers en sachant dès le début qui est le criminel - Chapitre 535 : L'amour est une fleur qui pousse au fond du cœur - Chapitre 536 : Accumuler les mensonges ne mène pas à la vérité |                   |                   |                   |                   |
| 50 | 17 février 2017   | 978-4-09-127502-8 | 31 janvier 2020   | 978-2-5050-8402-0 |
| Liste des chapitres : - Chapitre 537 : Maria est taquine, mais elle est pleine d'ouvertures - Chapitre 538 : Last regrets - Chapitre 539 : Forever dreamer - Chapitre 540 : Un mot, deux sentiments - Chapitre 541 : Gift - Chapitre 542 : Des plantes qui poussent à l'ombre - Chapitre 543 : Boy meets Girl - Chapitre 544 : Nous, aujourd'hui, maintenant - Chapitre 545 : The great stygian of abyss - Chapitre 546 : Your name - Chapitre 547 : Le petit théâtre Spira mirabilis |                   |                   |                   |                   |

### Tomes 51 à 52
| no | Japonais       | Japonais          | Français        | Français          |
| no | Date de sortie | ISBN              | Date de sortie  | ISBN              |
| --- | -------------- | ----------------- | --------------- | ----------------- |
| 51 | 16 juin 2017   | 978-4-09-127571-4 | 15 mai 2020     | 978-2-5050-8403-7 |
| Liste des chapitres : - Chapitre 548 : Combat acharné - Chapitre 549 : Et la lumière créa le monde - Chapitre 550 : What a wonderful world (1) astrogation - Chapitre 551 : What a wonderful world (2) Papillon - Chapitre 552 : What a wonderful world (3) skyclad observer - Chapitre 553 : What a wonderful world (4) Tristesse infinie - Chapitre 554 : What a wonderful world (5) vermillion - Chapitre 555 : What a wonderful world (6) paradisus-paradoxum - Chapitre 556 : What a wonderful world (7) the wrath of god, in all it's fury - Chapitre 557 : What a wonderful world (8) Résistance interdite - Chapitre 558 : What a wonderful world (9) To the beginning - Chapitre 559 : What a wonderful world (10) Thank you, baby |                |                   |                 |                   |
| 52 | 16 juin 2017   | 978-4-09-127619-3 | 10 juillet 2020 | 978-2-5050-8404-4 |
| Liste des chapitres : - Chapitre 560 : What a wonderful world (11) Oath,sign - Chapitre 561 : What a wonderful world (12) Broken mirror - Chapitre 562 : What a wonderful world (13) Liberi fatali - Chapitre 563 : What a wonderful world (14) La terre promise - Chapitre 564 : What a wonderful world (15) A cruel angel's thesis - Chapitre 565 : What a wonderful world (16) Tout ça parce que je t'aime - Chapitre 566 : What a wonderful world (17) il y a forcement quelqu'un qui t'aime - Chapitre 567 : What a wonderful world (18) Beyond the time - Chapitre 568 : What a wonderful world (19) When you wish upon a star - Chapitre 569 : Sous cet immense ciel étoilé, je voudrais te dire quelque chose                       |                |                   |                 |                   |

### Shogakukan
Édition normale
1. 1 2  Tome 1
2. 1 2  Tome 2
3. 1 2  Tome 3
4. 1 2  Tome 4
5. 1 2  Tome 5
6. 1 2  Tome 6
7. 1 2  Tome 7
8. 1 2  Tome 8
9. 1 2  Tome 9
10. 1 2  Tome 10
11. 1 2  Tome 11
12. 1 2  Tome 12
13. 1 2  Tome 13
14. 1 2  Tome 14
15. 1 2  Tome 15
16. 1 2  Tome 16
17. 1 2  Tome 17
18. 1 2  Tome 18
19. 1 2  Tome 19
20. 1 2  Tome 20
21. 1 2  Tome 21
22. 1 2  Tome 22
23. 1 2  Tome 23
24. 1 2  Tome 24
25. 1 2  Tome 25
26. 1 2  Tome 26
27. 1 2  Tome 27
28. 1 2  Tome 28
29. 1 2  Tome 29
30. 1 2  Tome 30
31. 1 2  Tome 31
32. 1 2  Tome 32
33. 1 2  Tome 33
34. 1 2  Tome 34
35. 1 2  Tome 35
36. 1 2  Tome 36
37. 1 2  Tome 37
38. 1 2  Tome 38
39. 1 2  Tome 39
40. 1 2  Tome 40
41. 1 2  Tome 41
42. 1 2  Tome 42
43. 1 2  Tome 43
44. 1 2  Tome 44
45. 1 2  Tome 45
46. 1 2  Tome 46
47. 1 2  Tome 47
48. 1 2  Tome 48
49. 1 2  Tome 49
50. 1 2  Tome 50
51. 1 2  Tome 51
52. 1 2  Tome 52

Édition limitée
1. ↑  Tome 12 – Édition limitée
2. ↑  Tome 24 – Édition limitée
3. ↑  Tome 23/24 – Édition limitée
4. ↑  Tome 26 – Édition limitée
5. ↑  Tome 27 – Édition limitée
6. ↑  Tome 28 – Édition limitée
7. ↑  Tome 29 – Édition limitée
8. ↑  Tome 30 – Édition limitée
9. ↑  Tome 31 – Édition limitée
10. ↑  Tome 32 – Édition limitée
11. ↑  Tome 34 – Édition limitée
12. ↑  Tome 35 – Édition limitée
13. ↑  Tome 36 – Édition limitée
14. ↑  Tome 37 – Édition limitée
15. ↑  Tome 38 – Édition limitée
16. ↑  Tome 39 – Édition limitée
17. ↑  Tome 40 – Édition limitée
18. ↑  Tome 41 – Édition limitée
19. ↑  Tome 42 – Édition limitée

### Kana
1. 1 2  Tome 1.
2. 1 2  Tome 2.
3. 1 2  Tome 3.
4. 1 2  Tome 4.
5. 1 2  Tome 5.
6. 1 2  Tome 6.
7. 1 2  Tome 7.
8. 1 2  Tome 8.
9. 1 2  Tome 9.
10. 1 2  Tome 10.
11. 1 2  Tome 11.
12. 1 2  Tome 12.
13. 1 2  Tome 13.
14. 1 2  Tome 14.
15. 1 2  Tome 15.
16. 1 2  Tome 16.
17. 1 2  Tome 17.
18. 1 2  Tome 18.
19. 1 2  Tome 19.
20. 1 2  Tome 20.
21. 1 2  Tome 21.
22. 1 2  Tome 22.
23. 1 2  Tome 23.
24. 1 2  Tome 24.
25. 1 2  Tome 25.
26. 1 2  Tome 26.
27. 1 2  Tome 27.
28. 1 2  Tome 28.
29. 1 2  Tome 29.
30. 1 2  Tome 30.
31. 1 2  Tome 31.
32. 1 2  Tome 32.
33. 1 2  Tome 33.
34. 1 2  Tome 34.
35. 1 2  Tome 35.
36. 1 2  Tome 36.
37. 1 2  Tome 37.
38. 1 2  Tome 38.
39. 1 2  Tome 39.
40. 1 2  Tome 40.
41. 1 2  Tome 41.
42. 1 2  Tome 42.
43. 1 2  Tome 43.
44. 1 2  Tome 44.
45. 1 2  Tome 45.
46. 1 2  Tome 46.
47. 1 2  Tome 47.
48. 1 2  Tome 48.
49. 1 2  Tome 49.
50. 1 2  Tome 50.
51. 1 2  Tome 51.
52. 1 2  Tome 52.